# جيف هاتشسون
جيف هاتشسون هو صحفي كندي، ولد في 15 أبريل 1954.